# Leopold De Koninck

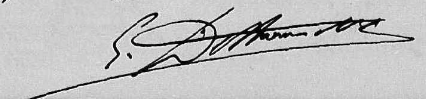
Handtekening Leopold DE KONINCK (1901)

Leopold-Jean-Marie De Koninck (Sint-Martens-Lennik, 11 januari 1874 - Sint-Gillis, 26 februari 1957) was een Belgisch militair, koloniaal bestuurder en generaal in de Onafhankelijke Congostaat en Belgisch-Congo.
Ere-generaal van de Force Publique gelijkgesteld met Vice-Gouverneur generaal, reserve Luitenant-generaal bij het het Belgisch leger.

## Biografie
Leopold De Koninck trad toe tot het Belgische leger in 1887. In 1892 wordt hij sergeant bij het 8e linieregiment. In 1896 legt hij het examen af als onder-luitenant en in 1904 het toelatingsexamen tot de 'École de guerre' (de latere Koninklijke Militaire school).
In 1906 vertrok hij naar de Onafhankelijke Congostaat, waar hij aan de slag ging in de Evenaarsprovincie. Na de overgang van Congo naar de Belgische Staat en de oprichting van Belgisch-Congo in 1908, werd De Koninck in 1910 chef van het gebied Mongala. In 1913 wordt hij districtscommissaris van het district Lulua in Katanga.
Tijdens de Eerste Wereldoorlog was hij actief als majoor binnen de Force Publique. Hij vocht onder meer in Rhodesië en aan het Tanganyikameer. Aan het einde van de oorlog was hij tevens in België actief op het slagveld.
Op 6 augustus 1914 is hij majoor bevelhebber van het Katangese 3e bataljon, en vervolgens vanaf januari 1915 van het 1ste Katangese bataljon in Rhodesië. Hij nam deel aan de verschillende gevechten die plaats hadden aan de oevers van het Tanganyikameer en ontvangt een vermelding voor heldhaftigheid in de gevechten te Saisi. In 1916 wordt hij commandant van het district Tanganyika-Moëro en keert er als majoor van de troepen terug in 1917. Ziek gevallen keert hij naar België terug. Op zijn verzoek wordt hij ingezet aan het slagveld in België als commandant van het 2e bataljon van het 23e Linieregiment, en tijdens het offensief in 1918 van het 3e bataljon van het 4e Linieregiment. Tijdens deze gevechten wordt hij geprezen door de generaals Louis Bernheim en Charles Mahieu.
Na de oorlog werd hij in 1920 vice-gouverneur-generaal in Katanga. Hij keerde echter een jaar later terug naar België en zou daar in het leger aan de slag blijven tot 1930. Hij klimpt op tot de graad van kolonel bij de infanterie, en voert het eerst het commando over het 3e regiment van de Jagers te voet te Doornik, en vervolgens van het 8e Linieregiment te Brussel (Klein Kasteeltje).
In 1930 keerde De Koninck terug naar Belgisch-Congo als generaal-commandant van de Force Publique. Op last van Gouverneur Generaal Tilkens komt hij aan het hoofd van een administratieve hervormingscommissie hetgeen later zal leiden tot ingrijpende hervormingen (K.B. van 29 juni, 25 september en 18 december 1933). Tijdens zijn periode aan het hoofd van het koloniale leger verminderde hij de troepensterkte, reorganiseerde hij de troepen en herverdeelde hij de troepen over het grondgebied van de kolonie. Hij wist tevens de militaire uitgaven te verminderen.
In augustus 1932 ging De Koninck met pensioen en verkreeg hij de titel van eregeneraal met rangteken van luitenant-generaal. Na de Tweede Wereldoorlog zou hij nog tot 1949 meermaals terugkeren naar de kolonie in opdracht van de ministeries van Landsverdediging, Koloniën en Justitie.
Hij overleed op 27 februari 1957 en werd te Sint-Martens-Lennik begraven.

## Galerij

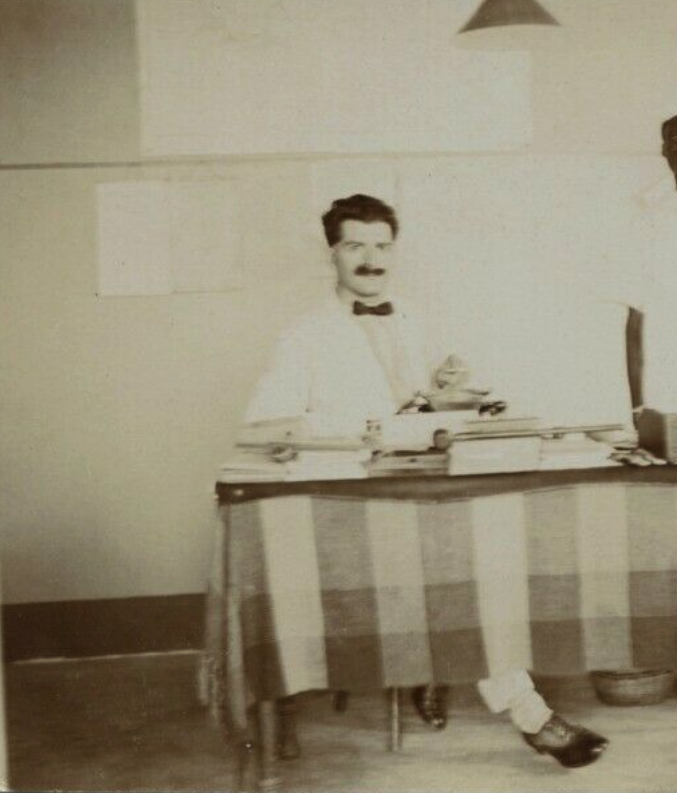
De Koninck aan het werk in Katanga omstreeks 1920.

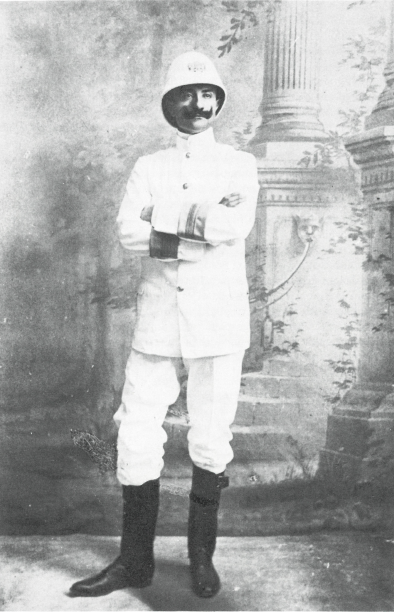
Leopold De Koninck in koloniaal uniform
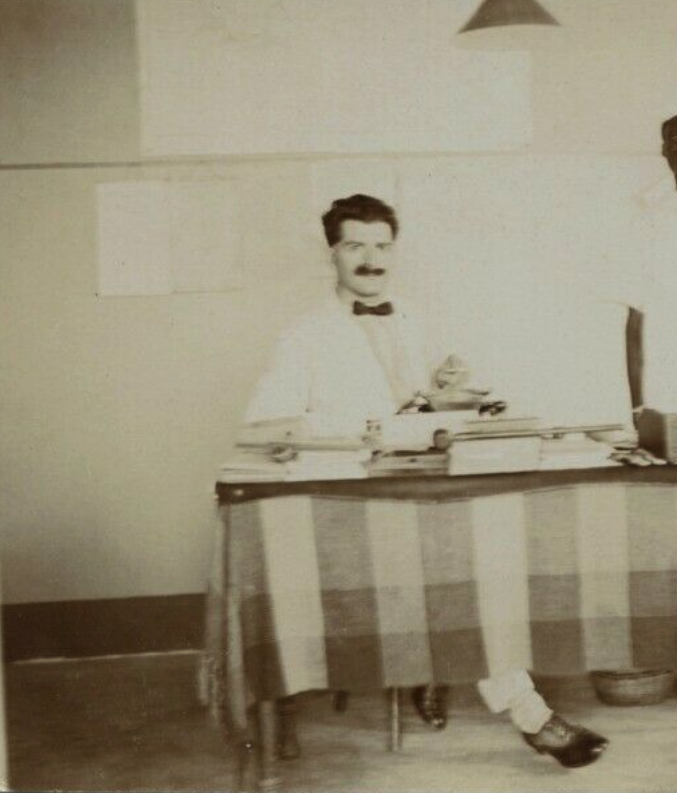
De Koninck aan het werk in Katanga omstreeks 1920.
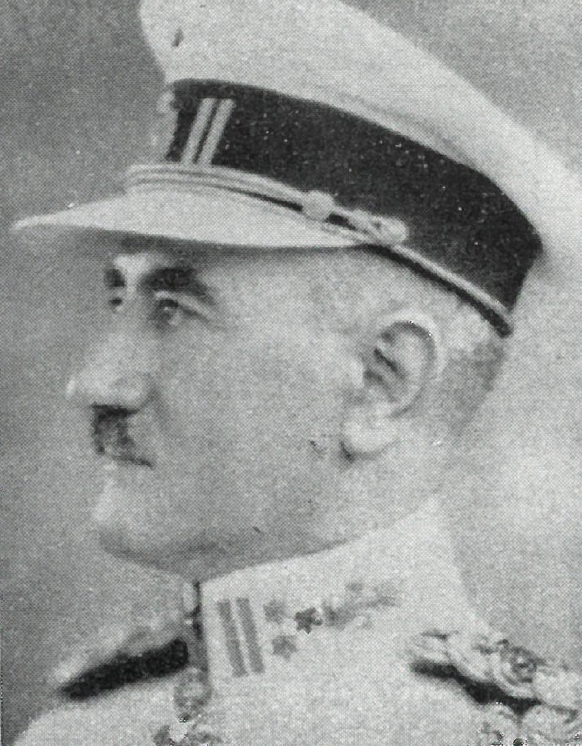
Gen. Leopold De Koninck Generaal-commandant Force Publique congo
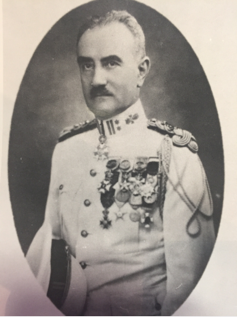
Gen-Maj. De Koninck - koloniale troepen - Force Publique Congo
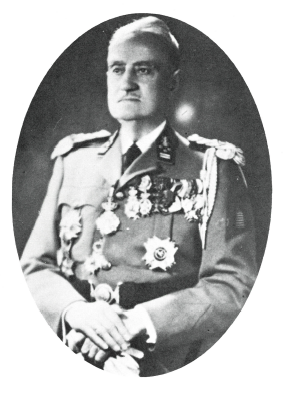
Leopold De Koninck in het uniform van luitenant-generaal
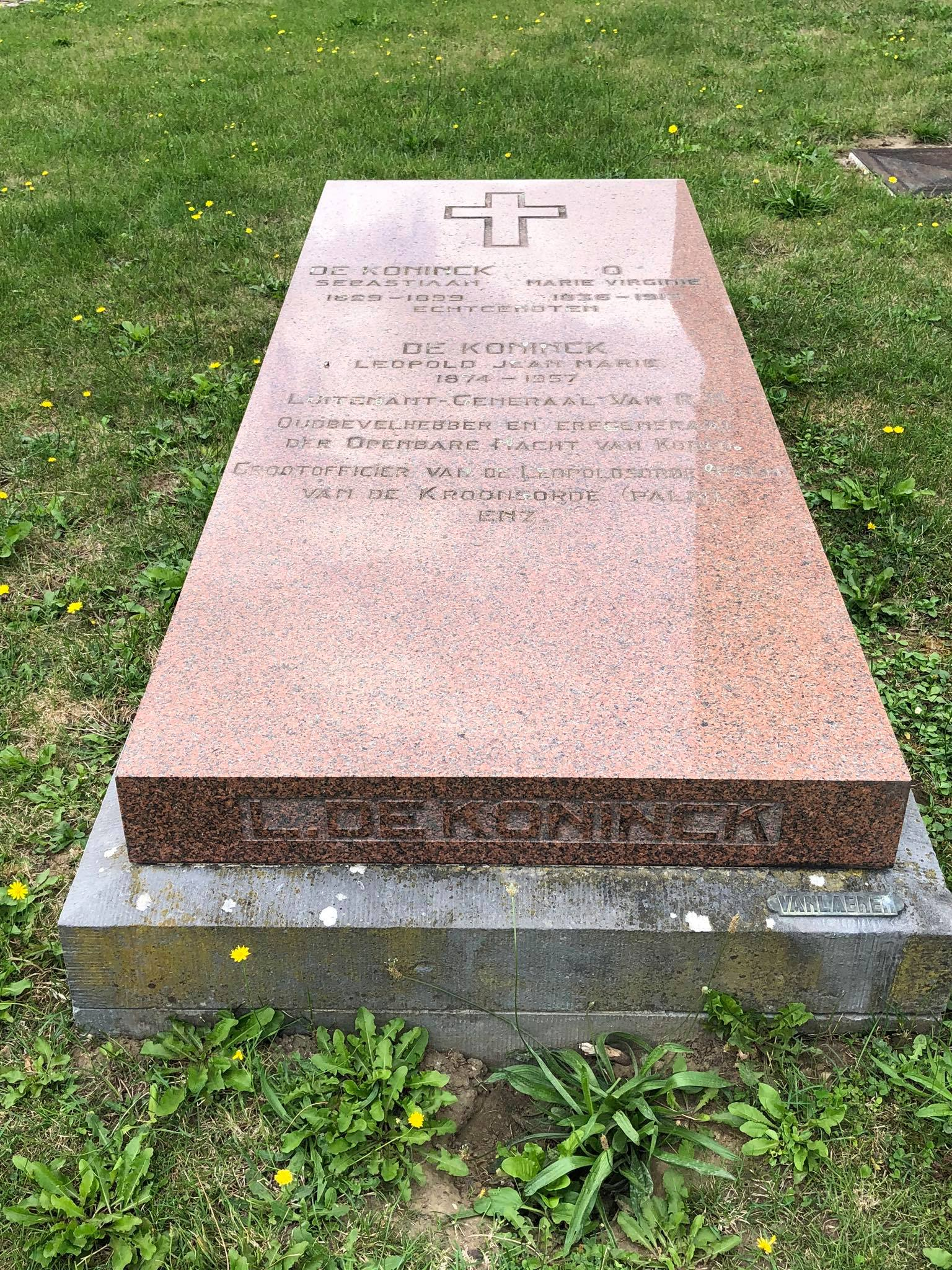
Graf van Leopold De Koninck te Lennik

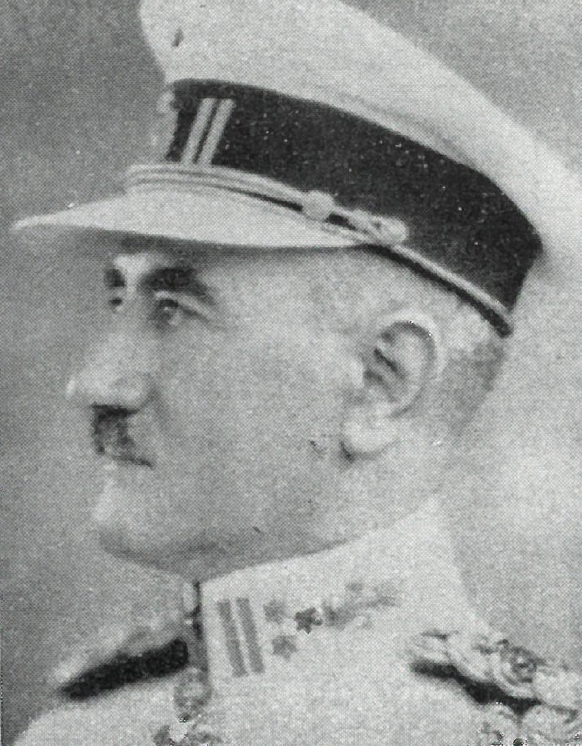
Gen. Leopold De Koninck Generaal-commandant Force Publique congo

## Onderscheidingen

### Ridderorden
- Belgisch-Congo: grootofficier in de Kroonorde
- Belgisch-Congo: grootofficier in de Orde van Leopold II met zwaarden
- Belgisch-Congo: officier in de Orde van de Afrikaanse Ster
- Belgisch-Congo: commandeur in de Koninklijke Orde van de Leeuw

### Medailles
- Belgisch-Congo: Herdenkingsmedaille voor de veldtochten in Afrika
- Belgisch-Congo: Dienstster
- Belgisch-Congo: Congo-herdenkingsmedaille
- België: Oorlogskruis met palm
- België: Overwinningsmedaille
- België: Oorlogsherinnerinsmedaille 1914–1918
- België: Militair Kruis
- België: Vuurkruis 1914-1918
- België: Herinneringsmedaille van de 100-jarige onafhankelijkheid 1830-1930
- Verenigd Koninkrijk: Orde van Voorname Dienst (DSO)

### Vuurkoord (nestel)
- Vuurkoord Afrikaanse veldtocht (hemelsblauw met gele halftoon)

1. ↑  KONINCK (DE) (Léopold Jean Marie) | KAOW T. VI, 1968, col. 584-586.. www.kaowarsom.be. Gearchiveerd op 28 mei 2023.
2. ↑  (fr) Ergo, André-Bernard, Congo Belge 1914-1918 - Saisi. Gearchiveerd op 30 oktober 2020. Geraadpleegd op 6 maart 2021.
3. ↑  ERGO, A-B., Congo Belge 1914-1918, pg. 5:

"... Fin juin 1915, le poste militaire de Saisi à 35 km à l’est d’Abercorn en Rhodésie fut attaqué par un fort contingent allemand composé de 70 Blancs et de 500 Noirs. Appel fut fait à la Force publique par les Anglais pour les aider à défendre la frontière qu’ils avaient en commun avec l’Afrique Orientale Allemande. La nuit du 25 au 26 juillet, les Allemands revinrent en force, mettant en ligne pas moins de 2 000 Noirs encadrés par plus de 300 Blancs. Ces troupes possédaient de l’artillerie et des mitrailleuses. Les Anglais pouvaient y opposer un détachement comptant 11 Blancs et 160 indigènes; le détachement des troupes coloniales belges venu en renfort comptait 7 Européens et 283 Congolais ainsi qu’un canon. Le combat se poursuivit jour et nuit et la résistance fut admirable. Le 30, les Allemands sommèrent en vain la garnison de se rendre
Celle-ci fut secourue à temps par le major belge De Coninck à la tête d’un groupement de 284 soldats congolais encadré par 14 Européens auxquels s’était joint un détachement de 50 soldats anglais et de 3 civils européens. Le groupement de De Coninck manoeuvra sur les arrières des Allemands, qui, après une semaine de lutte ardente, se retirèrent vers Bismarckburg en laissant sur le terrain de nombreux morts, dont 29 Européens. Le Gouvernement britannique détacha un ministre pour remercier le roi pour l’aide et l’assistance apportées aux troupes rhodésiennes et le roi Albert envoya au Katanga la citation suivante : « premier bataillon du Katanga est porté ordre du jour des troupes campagne frontière orientale du Congo pour bravoure et hautes qualités militaires déployées dans les combats livrés à Saisi du 25 juillet au 2 août. C.G.G. 23-10-1915- Albert »."
4. ↑  Hij wordt als commandant van het 1e bataljon vervangen door kapitein-commandant Johan-Maximilien KESLER (aldus: Biographie Coloniale Belge, T. II, 1951, col. 532-534).
5. ↑  Generaal De Koninck wordt als volgt getypeerd door Pierre Ryckmans de latere Gouverneur Generaal: "Le 24 novembre Pierre embarque sur le Luxembourg; il enpartage le pont supérieur et les cabines de luxe avec le général De Koninck, nouveau commandant en chef de la Force publique, suite à la démission du général Ermens. C'est peu, surtout que ce brave général n'a vraiment pas l'air folichon. ...". Zie VANDERLINDEN, J., Pierre Ryckmans 1891-1959: coloniser dans l'honneur, uitg. DE BOECK, 1994, p. 203.
6. ↑  De hervorming veroorzaakt later grote onvrede onder het administratief personeel van de kolonie.

Het handelen van Gouverneur Tilkens lijkt ook gepaard te gaan met een komen en gaan van hoge officieren die legaal zijn rechterarm moeten zijn telkens hij handelt: "La Force publique est placée sous la haute autorité du gouverneur général; il est assisté dans ses fonctions par un officier supérieur" (Codes et lois du Congo belge (éd. 1960), II, 483).

Tussen 1930 en 1934 volgen elkaar op: gen. De Koninck, kol. Servais, lt.-kol. Lallemand en ten slotte lt.-kol. Olivet. Zie VANDERLINDEN, J., Le gouverneur et les militaires (1935-1940), KAOW, 1987, p. 7.